# Nobelova pamětní cena za ekonomii

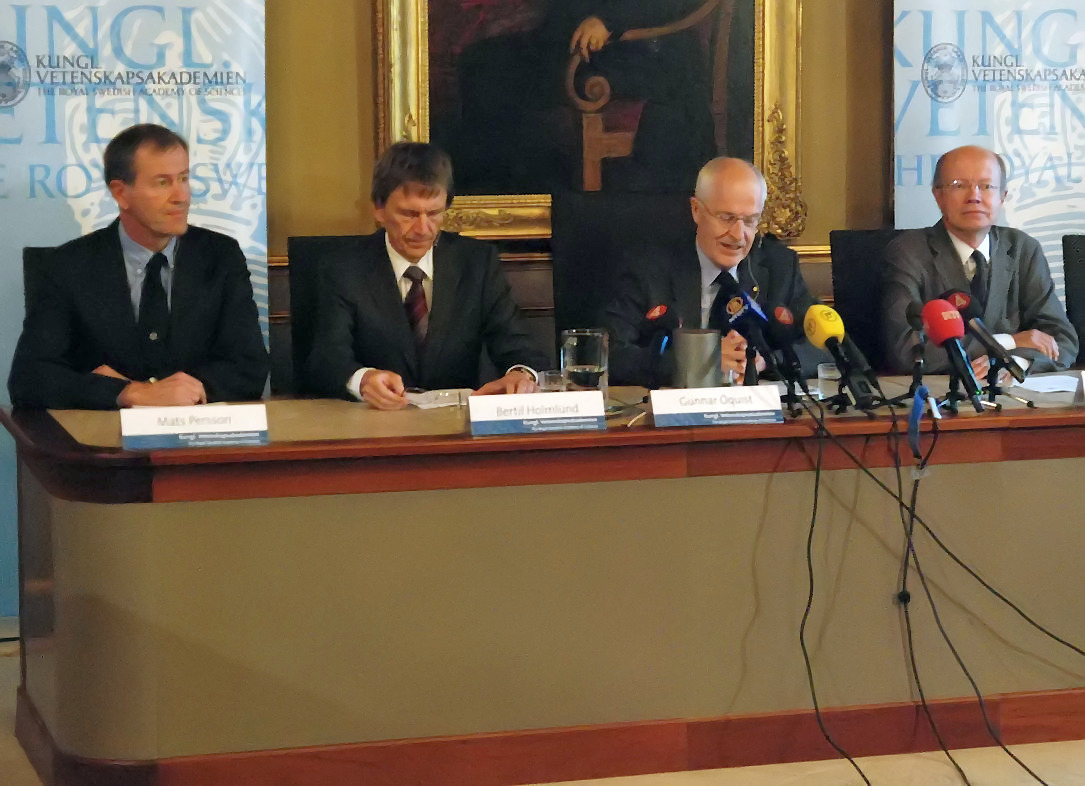
Nobelova cena za ekonomii 2008

Nobelova pamětní cena za ekonomii, oficiálně Cena Švédské národní banky za rozvoj ekonomické vědy na památku Alfreda Nobela (švédsky Sveriges Riksbanks pris i ekonomisk vetenskap till Alfred Nobels minne), běžně označovaná jen jako Nobelova cena za ekonomii, je cena zřízená roku 1968 a udílená od roku 1969 spolu s ostatními Nobelovými cenami.

## Historie
Fakticky se nejedná o Nobelovu cenu, neboť nebyla zmíněna v závěti Alfreda Nobela. Zavedla ji Švédská říšská banka u příležitosti 300. výročí svého vzniku v roce 1969.

## Proces udělování
O ceně rozhoduje, podobně jako při Nobelově ceně za chemii a fyziku, Švédská královská akademie věd a uděluje se společně s ostatními cenami v oblasti věd. Každý rok kvalifikovaní nominátoři nominují sto žijících osob, jejich jména potom dostane osmičlenný výbor, který nakonec předloží návrh ceny Nobelovu shromáždění. Nobelovo shromáždění potom hlasuje o kandidátech (dokud nejsou vybrání tři). Udělování se koná ve Stockholmu a je spojeno s odměnou 11 milionů švédských korun.

## Držitelé Nobelovy pamětní ceny za ekonomii
| Rok  | Jméno                                                                        | Udělena |
| ---- | ---------------------------------------------------------------------------- | --- |
| 1969 | Ragnar A. K. Frisch (Norsko), Jan Tinbergen (Holandsko)                      | za rozvoj a aplikaci dynamických modelů při analýze ekonomických procesů |
| 1970 | Paul A. Samuelson (USA)                                                      | za vědecký příspěvek k rozvoji statické a dynamické ekonomické teorie a aktivní přispění ke zvýšení analytické úrovně ekonomické vědy                                        |
| 1971 | Simon Kuznets (USA)                                                          | za empiricky podloženou interpretaci ekonomického růstu, vedoucí k novému a hlubšímu pochopení ekonomických a společenských struktur a procesů rozvoje                       |
| 1972 | Kenneth J. Arrow (USA), John R. Hicks (VB)                                   | za průkopnické příspěvky k teorii všeobecné rovnováhy a teorii blahobytu |
| 1973 | Wassily Leontief (Rusko)                                                     | za rozvoj input-output metody a její aplikaci na důležité ekonomické problémy                                                                                                |
| 1974 | Friedrich A. Hayek (Rakousko), Gunnar Myrdal (Švédsko)                       | za průkopnickou práci v teorii peněz a ekonomických kolísání a za pronikavou analýzu vzájemné závislosti ekonomických, společenských a institucionálních jevů                |
| 1975 | Leonid V. Kantorovich (Sovětský svaz), Tjalling Ch. Koopmans (Holandsko)     | za příspěvek k teorii optimální alokace zdrojů |
| 1976 | Milton Friedman (USA)                                                        | za výsledky v oblasti spotřební analýzy, historie a teorie peněz a za předvedení složitosti stabilizační politiky                                                            |
| 1977 | James E. Meade (VB), Bertil Ohlin (Švédsko)                                  | za průkopnický příspěvek k teorii mezinárodního obchodu a pohybu mezinárodního kapitálu                                                                                      |
| 1978 | Herbert A. Simon (USA)                                                       | za průkopnický výzkum rozhodovacích procesů v rámci organizace |
| 1979 | Arthur W. Lewis (Svatá Lucie), Theodore Schultz (USA)                        | za průkopnický výzkum ekonomického rozvoje se zvláštním zřetelem na problémy rozvojových zemí                                                                                |
| 1980 | Lawrence Klein (USA)                                                         | za vytvoření ekonometrických modelů a jejich aplikaci při analýze ekonomického kolísání a ekonomické politiky                                                                |
| 1981 | James Tobin (USA)                                                            | za analýzu finančních trhů a jejich vztahu k rozhodování o nákladech, zaměstnanosti, výrobě a cenách                                                                         |
| 1982 | George J. Stigler (USA)                                                      | za významné studie o průmyslové struktuře, fungování trhu a o příčinách a následcích veřejné regulace                                                                        |
| 1983 | Gerard Debreu (Francie/USA)                                                  | za začlenění nových analytických metod do ekonomické teorie a za přesnou reformulaci teorie všeobecné rovnováhy                                                              |
| 1984 | Richard Stone (VB)                                                           | za fundamentální přínosy v oblasti soustav národních účtů a značné zdokonalení základů pro empirickou ekonomickou analýzu                                                    |
| 1985 | Franco Modigliani (USA)                                                      | za průkopnické práce při analýze spotřeby a úspor obyvatelstva a za teoretické práce v oblasti podnikových financí a finančních trhů                                         |
| 1986 | James Buchanan (USA)                                                         | za rozvoj smluvních a konstitučních základů teorie ekonomického a politického rozhodování                                                                                    |
| 1987 | Robert M. Solow (USA)                                                        | za průkopnické práce v oboru teorie ekonomického růstu |
| 1988 | Maurice Allais (Francie)                                                     | za přínos k teorii trhu a efektivního využívání zdrojů |
| 1989 | Trygve Haavelmo (Norsko)                                                     | za objasnění pravděpodobnostních základů ekonometrie a za analýzu simultánních ekonomických struktur                                                                         |
| 1990 | Harry Markowitz, Merton H. Miller, William Sharpe (všichni USA)              | za průkopnickou práci v oblasti ekonomie a financí a financí korporací |
| 1991 | Ronald Coase (VB)                                                            | za objev a objasnění významu transakčních nákladů a vlastnických práv pro institucionální strukturu a fungování ekonomiky                                                    |
| 1992 | Gary Becker (USA)                                                            | za rozšíření sféry mikroekonomické analýzy na nové oblasti lidského chování a lidských vztahů, včetně chování netržního                                                      |
| 1993 | Robert Fogel, Douglass North (oba USA)                                       | za znovuobnovení výzkumu ekonomické historie prostřednictvím aplikování ekonomické teorie a kvantitativních metod za účelem vysvětlení ekonomických a institucionálních změn |
| 1994 | John Harsanyi, John Forbes Nash (oba USA), Reinhard Selten (Německo)         | za průkopnickou analýzu rovnováhy v teorii nekooperativních her |
| 1995 | Robert Lucas Jr. (USA)                                                       | za to, že rozpracoval a aplikoval hypotézu racionálních očekávání, a tak transformoval makroekonomickou analýzu a prohloubil naše porozumění hospodářské politice            |
| 1996 | James Mirrlees (VB), William Vickrey (USA)                                   | za zásadní příspěvek k ekonomické teorii stimulů v podmínkách asymetrických informací                                                                                        |
| 1997 | Robert Carhart Merton, Myron Scholes (oba USA)                               | za novou metodu určování hodnoty derivátů |
| 1998 | Amartya Sen (Indie)                                                          | za příspěvek k ekonomii blahobytu |
| 1999 | Robert Mundell (Kanada)                                                      | za analýzu měnové a fiskální politiky v různých režimech určování měnových kurzů a za analýzu optimálních oblastí společné měny                                              |
| 2000 | James Heckman, Daniel McFadden (oba USA)                                     | za rozvoj teorie a metod analýzy selektivních vzorků |
| 2001 | George A. Akerlof, Andrew Michael Spence, Joseph E. Stiglitz (všichni USA)   | za analýzu trhů při existenci asymetrických informací |
| 2002 | Daniel Kahneman (Izrael/USA), Vernon L. Smith (USA)                          | za uplatnění laboratorních pokusů jako nástroje empirických hospodářských analýz, zvláště při studiu alternativních tržních mechanismů                                       |
| 2003 | Robert F. Engle (USA), Clive W. J. Granger (VB)                              | za vyvinutí metod analýzy ekonomických časových řad vykazujících časově podmíněnou volatilitu                                                                                |
| 2004 | Finn E. Kydland (Norsko), Edward C. Prescott (USA)                           | za teorii hospodářských cyklů a ekonomické politiky, časové konzistence ekonomické politiky a zkoumání sil, které řídí výkyvy hospodářského cyklu                            |
| 2005 | Robert Aumann (Izrael/USA), Thomas Schelling (USA)                           | za zvýšení porozumění konfliktům a spolupráci prostřednictvím analýzy teorie her                                                                                             |
| 2006 | Edmund S. Phelps (USA)                                                       | za objevy v makroekonomické politice |
| 2007 | Leonid Hurwicz, Eric S. Maskin a Roger B. Myerson (všichni USA)              | za položení základů teorie návrhu mechanismů |
| 2008 | Paul Krugman (USA)                                                           | za analýzu obchodních vzorců a lokalizace ekonomické aktivity |
| 2009 | Elinor Ostromová (USA)                                                       | za analýzu ekonomického řízení, zejména společného vlastnictví |
| 2009 | Oliver Williamson (USA)                                                      | za analýzu ekonomického řízení, zejména hranice firmy |
| 2010 | Peter Diamond, Dale Mortensen (oba USA), Christopher Pissarides (Kypr)       | za analýzu trhů práce zatížených náklady na vyhledávání |
| 2011 | Thomas J. Sargent, Christopher A. Sims (oba USA)                             | za empirický výzkum příčin a následků v makroekonomii |
| 2012 | Alvin E. Roth, Lloyd Shapley (oba USA)                                       | za teorii stabilních tržních alokací a praktický návrh trhů |
| 2013 | Eugene Fama, Robert Shiller, Lars Peter Hansen (všichni USA)                 | za empirické analýzy cen akcií, úvěrů a nemovitostí |
| 2014 | Jean Tirole (Francie)                                                        | za analýzu tržní síly a regulace |
| 2015 | Angus Deaton (VB)                                                            | za analýzu spotřeby, chudoby a bohatství |
| 2016 | Oliver Hart (VB, USA), Bengt Holmström (Finsko)                              | za rozvoj teorie smluv |
| 2017 | Richard Thaler (USA)                                                         | za svůj příspěvek k behaviorální ekonomii |
| 2018 | William Nordhaus                                                             | za zahrnutí změny klimatu do dlouhodobé makroekonomické analýzy |
| 2018 | Paul Romer                                                                   | za zahrnutí technologických inovací do dlouhodobé makroekonomické analýzy |
| 2019 | Abhijit Banerjee (USA), Esther Duflo (Francie) a Michael Kremer (USA)        | za experimentální přístup ke zmírnění chudoby ve světě |
| 2020 | Paul Milgrom, Robert B. Wilson                                               | za vývoj teorie aukcí |
| 2021 | David Card (Kanada/USA)                                                      | za empirické příspěvky k ekonomii práce |
| 2021 | Joshua D. Angrist (Izrael/USA), Guido W. Imbens (Nizozemsko/USA)             | za metodologické příspěvky k analýze kauzálních vztahů |
| 2022 | Ben Bernanke (USA), Douglas Diamond (USA), Philip H. Dybvig (USA)            | za výzkum bank a finančních krizí |
| 2023 | Claudia Goldinová (USA)                                                      | za prohloubení znalostí o uplatnění žen na trhu práce |
| 2024 | Daron Acemoglu (Turecko/USA), Simon Johnson (VB/USA), James A. Robinson (VB) | za výzkum vlivu institucí na prosperitu |

## Kontroverze
Kontroverze kolem ceny se týká několika problémů:
1. Spojení ceny s Nobelovým jménem, ačkoli není obsažena v Nobelově závěti.
2. Ekonomie je společenská věda, což ztěžuje objektivní hodnocení kandidátů.
3. Dojem, že nejvlivnější ekonomové dostali ceny v 70. a 80. letech a od té doby jsou existující kandidáti v oblasti ekonomie slabší, a proto jejich ocenění spornější.
4. Zvýhodňování mainstreamové ekonomie.